# Inlet
Inlet – rodzaj bardzo gęstej tkaniny pościelowej bawełnianej, o splocie skośnym, atłasowym bądź płóciennym. Inlet podczas wykańczania jest woskowany oraz bardzo silnie gładzony. Ta tkanina głównie jest używana na wsypy na poduszki oraz kołdry. Cechą charakterystyczną jest konstrukcja tkaniny, która uniemożliwia przedostawanie się piór oraz pierza na zewnątrz. Tkaninę wsypową wyróżniamy ze względu na konstrukcję tkania oraz na gramaturę, zwykle od 105 do 190 gramów na metr kwadratowy.
Spotykana jest również tak zwana tkanina wsypowa surowa, bez barwienia. Stosowana ona jest do produkcji mebli z wypełnieniem naturalnym z pierza.